# Дейна Дилейни
Дейна Дилейни (на английски: Dana Delany) е американска актриса, носителка на две награди „Еми“ и номинирана за две награди „Златен глобус“. Известна е с ролята си на Колийн Макмърфи в сериала „Чайна Бийч“ и с ролята на Катрин Мейфеър в „Отчаяни съпруги“. Също така озвучава Лоис Лейн в Анимационната вселена на ДиСи, започвайки със „Супермен: Анимационният сериал“.

## Биография
Дейна Дилейни е родена на 13 март 1956 г. Ню Йорк, САЩ, в семейството на Мери и Джон Дилейни.

## Филмография
- 1981 – The Fan
- 1981 – Докато свят светува
- 1983 – Staying Alive
- 1984 – Almost You
- 1984 – Threesome
- 1986 – A Winner Never Quits
- 1986 – Where the River Runs Black
- 1988 – Patty Hearst
- 1988 – Masquerade
- 1988 – 1991 – Чайна Бийч
- 1988 – Moon over Parador
- 1990 – A Promise to Keep
- 1992 – Light Sleeper
- 1992 – Housesitter
- 1993 – Wild Palms
- 1993 – Donato and Daughter
- 1993 – Тумбстоун
- 1993 – Батман: Маската на Фантома (глас)
- 1994 – The Enemy Within
- 1994 – Exit to Eden
- 1995 – Choices of the Heart: The Margaret Sanger Story
- 1995 – Live Nude Girls
- 1996 – 2000 – Супермен: Анимационният сериал (глас)
- 1996 – That Thing You Do
- 1996 – The Adventures of Mowgli
- 1996 – For Hope
- 1997 – True Women
- 1998 – Wide Awake
- 1998 – The Curve
- 1998 – Rescuers: Stories of Courage
- 1998 – The Patron Saint of Liars
- 1999 – Outfitters
- 1999 – Sirens
- 2000 – The Right Temptation
- 2001 – Final Jeopardy
- 2002 – Conviction
- 2003 – Intimate Portrait: Dana Delany
- 2003 – Лигата на справедливостта (еп. „Hereafter“, „Only a Dream“ и „A Better World“; глас)
- 2004 – Baby for Sale
- 2004 – Лигата на справедливостта без граници (еп. „For the Man who has Everything“)
- 2004 – Spin
- 2006 – Бойна звезда: Галактика
- 2006 – Супермен: Брейниак атакува (глас)
- 2006 – The Woman with the Hungry Eyes
- 2006 – Kidnapped
- 2007 – Батман (глас)
- 2007-2012 – Отчаяни съпруги
- 2008 – Drunkboat
- 2008 – Multiple Sarcasms
- 2008 – A Beautiful Life
- 2008 – Camp Hope
- 2008 – Route 30
- 2010 – Касъл
- 2010 – Батман: Дръзки и смели (глас)
- 2011 – 2013 – Скрити доказателства
- 2014 – Божията ръка
- 2015 – Комиците
- 2018 – Бул
- 2022 – 2024 – Кралят на Тълса